# اللغة الآرامية البوتانية الحديثة
اللغة الآرامية البوتانية الحديثة هي لهجة آرامية كانت تحكى أصلا في منطقة بوتان جنوب شرق تركيا (جزيرة ابن عمر) حتى أوائل القرن العشرين. وتعتبر إحدى اللهجات الآرامية المهددة حيث يبلغ عدد المتحدثين بها بحوالي 1,000 شخص يعيش أغلبهم حاليا في جورجيا.